# عمارت (غرمي)
عمارت (بالإنجليزية: Emarat, Ardabil)‏ هي قرية تقع في أردبيل في إيران. يقدر عدد سكانها بـ 179 نسمة بحسب إحصاء 2016.